# Wild Beauty
《Wild Beauty》는 김현정의 정규 4집 음반이다. 음악적 변신이 돋보이는 타이틀곡 <떠난 너>를 통해 이전과 다른 김현정의 모습을 보여주었다. 후속곡 <놔>를 통해 한층 더 강력해진 김현정 스타일의 록댄스곡을 선보였으며, 가수 김조한이 만든 <Shining Star>까지 대중들의 사랑을 받았다. 

## 수록곡
| 1.  | Time            | 1:31 |
| 2.  | 떠난 너         | 3:57 |
| 3.  | The Night       | 3:42 |
| 4.  | 놔              | 3:28 |
| 5.  | 그, 너, 나      | 3:19 |
| 6.  | Crazy           | 4:04 |
| 7.  | 괜찮아          | 4:37 |
| 8.  | Professional    | 3:23 |
| 9.  | 내 맘           | 3:41 |
| 10. | Shining Star    | 3:38 |
| 11. | White Color     | 4:02 |
| 12. | I Love Music    | 3:37 |
| 13. | 나에게로의 초대 | 4:34 |

## 기타
- 김현정의 4집 음반 《Wild Beauty》의 타이틀곡인 〈떠난 너〉에는 "안녕하십니까? 가수 김현정입니다. 이번 앨범 죽을 힘을 다해 만들었습니다. MP3 다운받지 말고 제발 사주세요."라는 김현정의 목소리가 백마스킹 처리된 채로 등장한다.